# Hans Herberts
Hans Herberts (Elst, 7 april 1928 – Arnhem, 8 februari 1980) was een Nederlands voetballer. Hij speelde tien seizoenen bij Vitesse.
Herberts werd in 1941 op jonge leeftijd lid van Vitesse. Bij deze club doorliep hij de jeugd- en de lagere elftallen. In 1947 maakte hij zijn debuut in het eerste elftal tijdens een trip naar Engeland. Sindsdien was hij een vaste speler in het eerste elftal, in het seizoen 1947–1948 tot en met 1956–1957, steeds als rechtsback.
Hij werd gekozen voor verschillende jeugdelftallen van de KNVB. Ook kwam hij uit voor het toenmalige Oostelijk elftal en voor De Zwaluwen. Bij de intrede van het semi-professionele voetbal behield hij zijn amateurstatus. Hij maakte, ook als rechtsback, deel uit van het in 1956 ingestelde Nederlands amateurvoetbalelftal. Met dit elftal speelde hij op 18 maart 1956 in Maubeuge tegen Frankrijk, in één elftal samen met zijn broer Dik Herberts die ook bij Vitesse speelde.
Na zijn actieve loopbaan volgde hij in zijn woonplaats Elst zijn vader op als KNVB-consul voor de voetbalverenigingen Elistha en Spero.